# Biel-Benken
Biel-Benken −  gmina (niem. Einwohnergemeinde) w północnej Szwajcarii, w kantonie Bazylea-Okręg, w okręgu Arlesheim. 31 grudnia 2020 roku liczyła 3 561 mieszkańców.
Biel-Benken posiada osiągającą sukcesy drużynę soccera zlożoną z lokalnych graczy, min. Alex Frei, sławny szwajcarski gracz soccera urodził się i dorastał w Biel-Benken.